# HD171768
HD171768 — хімічно пекулярна зоря спектрального класу
F й має видиму зоряну величину в смузі V приблизно  9,7.